# Floored
Floored es el segundo álbum de estudio de la banda estadounidense de rock alternativo Sugar Ray. Fue lanzado el 24 de junio de 1997. Incluye la exitosa canción "Fly" y otro sencillo de éxito moderado, "RPM". En el álbum aparecen dos versiones de "Fly", una de ellas con la participación del artista de reggae Super Cat. Floored es el primer álbum que presenta a DJ Homicide como miembro oficial, mientras que fue músico invitado en el anterior álbum Lemonade and Brownies (1995).

## Grabación
El sencillo de pop rock "Fly" se originó al final de las sesiones de grabación. Antes de crear la canción, la banda temía que Atlantic Records los abandonara debido al bajo rendimiento de su debut Lemonade and Brownies. Al principio del proceso de composición de Floored, el cantante Mark McGrath presionó a la banda para que hiciera canciones de metal más orientadas a los gritos, pero los otros miembros preferían la música basada en melodías. Los desacuerdos sobre el sonido previsto del álbum llevaron a McGrath a abandonar una sesión de práctica en la ciudad de Nueva York.
El bajista Murphy Karges ha calificado la canción "High Anxiety" como un "experimento de laboratorio". Recuerda que se originó en McGrath y el productor David Kahne, diciendo que Kahne "en cierto modo lo tomó bajo su protección para crear esta canción extraña e interesante". que tenía todas estas partes en él."
En la época en que se estaba grabando el disco, la banda apareció en la película de comedia Fathers' Day, que se estrenaría un mes después de Floored en 1997.

## Lanzamiento y promoción
La banda realizó giras durante 1997 y 1998 para apoyar a Floored. Sugar Ray actuó en el festival Blockbuster Rockfest en Fort Worth, Texas, el 21 de junio de 1997, que fue televisado. El evento también contó con artistas como Bush, Counting Crows, Jewel y No Doubt. En julio de 1997, Sugar Ray actuó en el anual Vans Warped Tour, tocando junto a Limp Bizkit, quien lanzó su debut Three Dollar Bill, Yall$ ese mismo mes. El álbum incluía una canción llamada "Indigo Flow" que hacía referencia a Sugar Ray, ya que eran amigos de la banda. A finales de 1997, realizaron una gira por Estados Unidos con 311 e Incubus, quienes en ese momento aún no habían lanzado su exitoso sencillo "Drive". Inicialmente, Incubus solo debía actuar en la primera etapa de esta gira, pero la respuesta del público fue tan grande que se quedaron por el resto de la gira.
Sugar Ray contribuyó con la canción "Rivers" al álbum de la banda sonora de Scream 2, lanzado el 18 de noviembre de 1997. La canción también se puede escuchar en los créditos de la película, lanzada un mes después. Era una oda al líder de Weezer, Rivers Cuomo, y estaba escrita al estilo de una canción de Weezer.

## Lista de canciones
Todas las canciones escritas y compuestas por Sugar Ray, excepto donde se indique. 
| N.º | Título                                         | Duración |  |
| 1.  | «RPM»                                          | 3:21     |  |
| 2.  | «Breathe»                                      | 3:24     |  |
| 3.  | «Anyone»                                       | 3:29     |  |
| 4.  | «Fly» (con Super Cat)                          | 4:52     |  |
| 5.  | «Speed Home California»                        | 2:42     |  |
| 6.  | «High Anxiety»                                 | 3:31     |  |
| 7.  | «Tap, Twist, Snap»                             | 3:12     |  |
| 8.  | «American Pig»                                 | 4:01     |  |
| 9.  | «Stand and Deliver» (cover de Adam & the Ants) | 2:58     |  |
| 10. | «Cash»                                         | 1:35     |  |
| 11. | «Invisible»                                    | 3:09     |  |
| 12. | «Right Direction»                              | 2:53     |  |
| 13. | «Fly»                                          | 4:04     |  |

## Posicionamiento en lista
| Lista (1997)                   | Posición |
| ------------------------------ | -------- |
| Nueva Zelanda (RMNZ)           | 32       |
| Suecia (Sverigetopplistan)     | 52       |
| Estados Unidos (Billboard 200) | 12       |

## Personal
Sugar Ray
- Mark McGrath - voz principal
- Rodney Sheppard - guitarras, coros
- Murphy Karges - bajo, coros
- Stan Frazier - batería, coros
- DJ Homicide - tocadiscos, samples

Músicos adicionales
- Super Cat: voz (pista 4).